# Tribu Shaigiya
Le Shaigiya, Shaiqiya, Shawayga, Shayikiya ou Shaykia ( arabe : الشايقيّة   ) sont une tribu arabe ou  nubienne arabiséé ,,,,, qui sont avec les Ja'alin et les Danagla l'une des trois principales tribus arabes soudanaises du Nord-Soudan, . La tribu habite la région de Dar al-Shayqiya, qui s'étend le long des rives du Nil de Jabal al-Dajer à la fin de la quatrième cascade de Mascate et comprend leur capitale tribale Korti et des parties du désert de Bayuda. Bien que parlant l'arabe soudanais , une source a affirmé que les Shaigiya, comme les Ja'alin, ont parlé une certaine forme de nubien jusqu'au XIXe siècle.  Cette langue, étiquetée comme Old Shaiqi,  était apparemment  liée au dialecte Nobiin.   Au XIXe siècle, la tribu Shaiqi est parmi ceux qui le long du Nil ont été affectés par le Barrage de Merowe.

## Origine et descendance
Les Shaigiya sont un sous-groupe d'Al-Dahamishiy, une branche de la grande tribu Ja'alin . Ils sont divisés en différents clans, chacun appartenant aux douze fils de Shaig (le fondateur).
Les Shaigiya sont majoritairement des musulmans sunnites avec de petites sectes de croyants chiites. Leur origine remonte à un arabe Hejazi nommé Shaig  venu de la péninsule arabique au VIIe siècle après la conquête arabe de l'Égypte. Shaig est un descendant d'Abbas (un oncle du prophète Mahomet ). Lui et sa famille se sont installés au Soudan et se sont mêlés aux Nubiens locaux, créant cette tribu. Cependant, historiquement, il semble que la tribu soit née au XVe siècle en tant qu'hybride de diverses tribus installées dans la région. Selon Nicholls, au début du XXe siècle, les nobles de la tribu ont nié avoir des origines arabes et ont affirmé avoir toujours habité le même territoire qu'aujourd'hui.

## Histoire

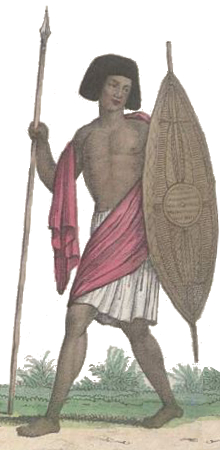
Un homme Shaigiya au moment de l'invasion égyptienne.

Les Shaigiya sont mentionnés pour la première fois en 1529,  lorsqu'un visiteur italien en Haute-Égypte remarque que des pyramides peuvent être trouvées dans leur pays.  Ils étaient sujets du Sultanat de Funj,  qui s'étendait aussi loin au nord que Dongola.  Du XVIe siècle jusqu'à la colonisation, la Shaigiya a de nombreuses écoles islamiques  qui attirent des étudiants de tout le Soudan.  Vers 1690, la tribu se détache du royaume de Funj, battant le gouverneur Abdelab, et reste la seule tribu indépendante de la région. Le premier récit des membres de la tribu Shaigiya sont du voyageur écossais James Bruce dans son livre Travels to Discover the Source of the Nile (1790) qui  remarque que  vers 1772 la tribu a migré des régions plus au sud vers sa patrie actuelle. La première description est celle de l'aventurier et historien John Lewis Burckhardt, qui, fasciné par les Shaigiya, passe quelque temps avec la tribu. Ses récits des événements sont publiés en 1819 dans les "Voyages en Nubie". Le caractère prédateur de la tribu parle de changement par rapport à l'époque de Bruce, "Mon guide, dans la crainte constante de la Shaiqiya, ne me permettait pas d'allumer un feu bien que les nuits devenaient très froides". La tribu était dirigée par deux Macs (le titre donné par les rois de Funj aux chefs tribaux), Mac Jaweesh et Mac Zubeir. L'entraînement militaire des jeunes Shaiqiya est brutal et, très tôt, ils sont capables de lancer avec une précision des lances à cheval . Leur intolérance envers les autres tribus  conduit à des raids contre leurs voisins et au-delà. Ils attaquent villages et caravanes jusqu'à Wadi Halfa au nord, et Shendi au sud forçant certaines familles des tribus voisines à émigrer vers l'ouest.
Burckhardt, qui a passé du temps à Merowe vers 1807, nous donne une description plus détaillée de la tribu

« Les Shaiqiya sont continuellement en guerre. Ils combattent tous à cheval, en cotte de mailles. Les armes à feu ne sont pas courantes parmi eux, leurs seules armes étant la lance, la cible et le sabre. Ils sont tous montés sur des étalons Dongola et sont réputés pour leur habileté à cheval. Leurs jeunes mènent des raids parfois jusqu'au Darfour. Les Shaiqiya sont des gens parfaitement indépendants et possèdent de grandes richesses en maïs et en bétail. Ils sont réputés pour leur hospitalité et la personne de leur invité ou compagnon est sacrée. Si le voyageur possède un ami parmi eux et qu'il a été pillé sur la route, ses biens seront récupérés, même s'ils ont été pris par le roi. Beaucoup d'entre eux savent écrire et lire. Ils ont des écoles où l'on enseigne toutes les sciences qui forment le cours des études mahométanes, à l'exception des mathématiques et de l'astronomie. Ceux des Shaiqiya qui sont soldats font un usage fréquent du vin et de l'eau-de-vie de dattes. »

— W.Burckhardt, Travels in Nubia (publié en 1819)
Vers 1811, ils sont défiés à Dongola par les Mamelouks, mais continuent à dominer une partie de la Nubie. Ils ont résisté à l'invasion turco-égyptienne en 1820, à la bataille de Korti après avoir refusé de se soumettre, vaincus en raison de l'utilisation d'armes à feu et de canons ils se sont retirés vers le sud. Mac Jaweesh et la majorité de ses hommes ont demandé l'asile à Shendi dans l'espoir de persuader le chef Ja'Ali Mac Nimr d'unir leurs forces contre l'ennemi . Mac Nimr a décliné l'offre et les Shaiqiya ont été remis aux Turcs, qui ont promis de pardonner aux guerriers Shaiqiya et de rendre leurs terres s'ils acceptaient le service dans les rangs turcs. Après la conclusion de l'accord, Shaiqiya a été utilisé lors de la répression de la révolte Ja'Alin (1822) . Pour leurs services ils ont obtenu des terres des Ja'Alin entre Shendi et Khartoum.

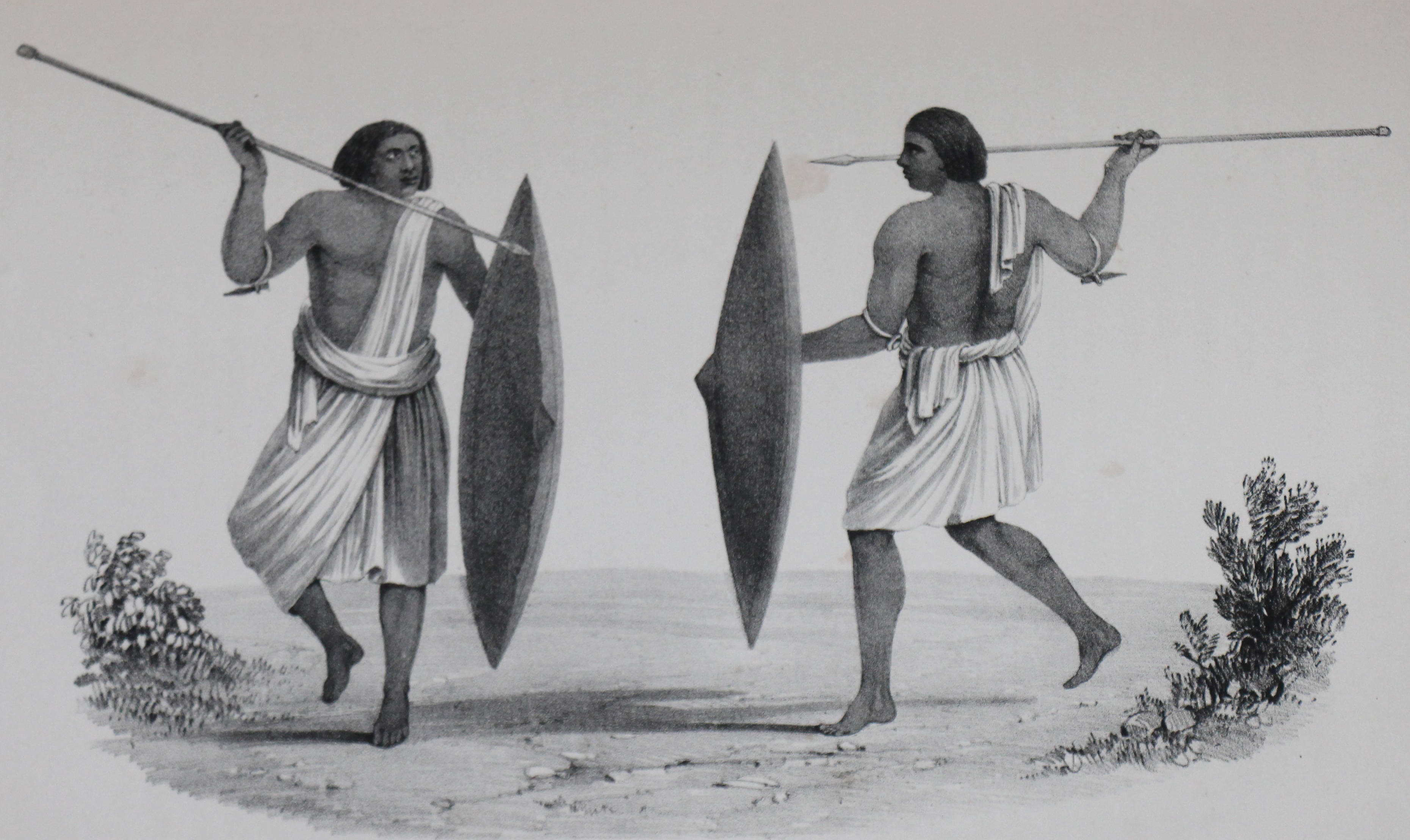
Combattants Shaigiya au

En avril 1884, Saleh Bey (Saleh Wad el Mek), chef de la tribu, et 1 400 hommes se sont rendus aux forces du Mahdi. De nombreux Shaigiya ont continué au service du général Gordon, ce qui a conduit à la proscription de la tribu par le Mahdi. Lorsque Khartoum est tombé, les fils de Saleh ont été recherchés et exécutés par les Derviches.
Lors de la reconquête du Soudan par l'armée anglo-égyptienne (1896/1898), on constate que les Shaigiya sont réduits à quelques centaines de familles. Après cela, la tribu a prospéré. Ils figurent en bonne place dans l' armée égyptienne et par la suite dans les forces de défense soudanaises. Le général Ibrahim Abboud, décoré du MBE pour sa bravoure à Keren en 1941, était un Shaiqi de la section Onia et ensuiie président du Soudan en 1964.

## Culture
Les Shaigiya sont connus pour leur bravoure, leur générosité et leur lucidité. Épris de liberté et hospitaliers, ils avaient des écoles dans lesquelles  la science musulmane était enseignée. Leurs hommes de guerre, montés sur des chevaux de  race Dongola, étaient redoutés dans tout le Soudan oriental. Leurs chefs portaient des cottes de mailles et  des boucliers en peau d'hippopotame ou de crocodile. Leurs armes étaient la lance, l'épée ou le javelot. Les Shaigiya sont divisés en douze sections ou sous-tribus, chacune descendant de l'un des douze fils du fondateur, Shaig.

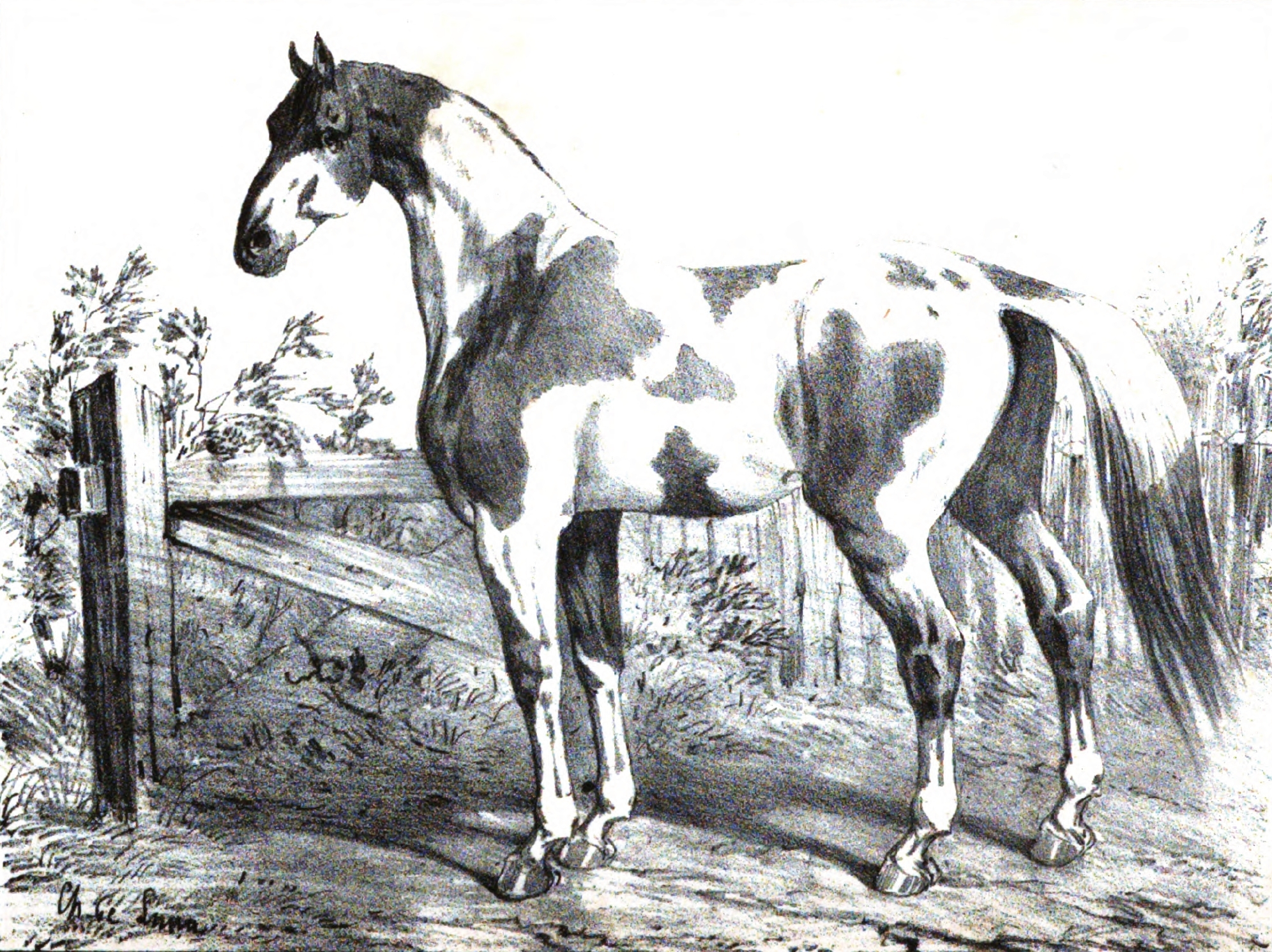
Cheval Dongola

Ils ont adopté la coutume tribale de marquer trois lignes horizontales sur les joues de leurs enfants avec un couteau chauffé.[réf. nécessaire]

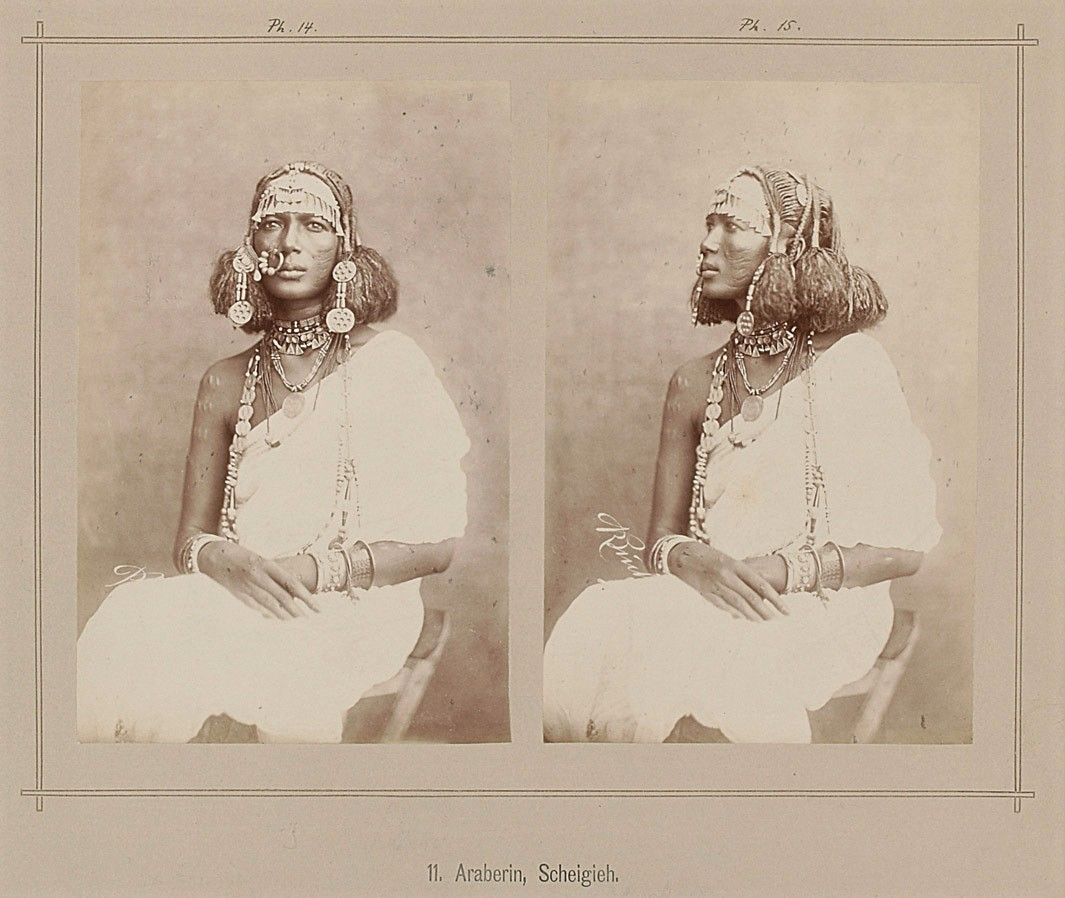
Photographie historique d'une femme Shaigiya au Soudan, par Richard Buchta, vers 1878